# Press Trust of India
Press Trust of India (PTI) ist die älteste und größte indische Nachrichtenagentur. Sie ist im Anteilsbesitz indischer Zeitungen. Zu den angeschlossenen Medien gehören etwa 450 Zeitungen in Indien und zahlreiche im Ausland sowie alle großen indischen und mehrere ausländische Fernsehsender (inklusive der BBC in London). Der Nachrichtenservice wird in den Sprachen Englisch und Hindi angeboten.
PTI ging 1947 aus der 1910 gegründeten Associated Press of India, die ab 1919 im Besitz von Reuters war, hervor und begann 1949 ihre selbstständige Arbeit. Seit 1953 war sie völlig unabhängig von Reuters. Seit den 1980er Jahren bietet sie ihre Dienste auch in den USA und Großbritannien an und seit 1999 ist sie im Internet präsent.